# روبرت جونستون (لاعب اتحاد الرغبي)
روبرت جونستون (بالإنجليزية: Robert Johnston) هو لاعب اتحاد الرغبي جنوب أفريقي، ولد في 13 أغسطس 1872 في مقاطعة دونيجال في جمهورية أيرلندا، وتوفي في 24 مارس 1950 في كيلكيني في جمهورية أيرلندا.